# Libia na Letnich Igrzyskach Olimpijskich 1996
Libię na Letnich Igrzyskach Olimpijskich 1996 reprezentowało 5 zawodników (sami mężczyźni). Był to 5 start reprezentacji Libii na letnich igrzyskach olimpijskich.

## Skład kadry

### Kolarstwo szosowe
Mężczyźni
- Yousef Shadi - wyścig ze startu wspólnego - nie ukończył wyścigu

### Lekkoatletyka
Mężczyźni
- Khaled Othman - bieg na 100 m - odpadł w eliminacjach,
- Moustafa Abdel Naser - bieg na 400 m - odpadł w eliminacjach (dyskwalifikacja),
- Ali Mabrouk El Zaidi - bieg na 1500 m - odpadł w eliminacjach,
- Adel Adili - maraton - 88. miejsce